# Dicranacrus furcifer
Dicranacrus furcifer är en insektsart som beskrevs av Ludwig Redtenbacher 1891. Dicranacrus furcifer ingår i släktet Dicranacrus och familjen vårtbitare. Inga underarter finns listade i Catalogue of Life.